# Ana Lucía Domínguez
Ana Lucía Domínguez (n. 8 decembrie 1983, Bogotá, Columbia) este o actriță și model columbiană. Este cunoscută datorită rolurilor sale în telenovele. A primit atenție mondială după ce a jucat în coproducția columbiano-americană „Jurământul” interpretând două roluri importante: Libia Reyes și Ruth Uribe. 

## Filmografie

### Telenovele
- 1993 — Padres y hijos
- 1993 — De pies a cabeza ca Yadira Chacón
- 1996-1998 — Conjunto cerrado ca Manuela
- 1998 — Hermosa niña ca Antonia Donoso
- 1999 — El fiscal ca Francisca „Frica” Lombana
- 2000 — Amor discos ca Miryam Isabel Dominguín
- 2000 — Se armó la gorda ca Jackeline Monsalve
- 2001 — El informante en el país de las mercancías ca Cecilia de Castro
- 2002 — Gata salvaje ca Adriana
- 2003 — Jurământul (Pasión de gavilanes) ca Libia Reyes și Ruth Uribe
- 2004 — Te voi învăța să iubești (Te voy a enseñar a querer) ca Camila Buenrostro
- 2005 — Decisiones (șapte epizoade)
- 2006 — Amores cruzados ca María Márquez García
- 2007 — El engaño ca Marcela García și Camila Navarro
- 2007 — Madre Luna ca Anabel Saldaña
- 2008 — Las brujas de South Beach ca Catalina
- 2011 — Perro Amor ca Sofia Santana

### Filme
- 2007 — Gringo Wedding